# Tsering Hannaford
Tsering Hannaford (Adelaide, 19 de março de 1987 - ) é uma artista australiana. Em 2012, Tsering e seu pai Robert Hannaford foram os "primeiros pai e filha a expor simultaneamente no Salon des Refusés, uma exposição de entradas de Archibald",[6][7] e em 2015 eles foram os primeiros pai e filha selecionados como finalistas do Prêmio Archibald.